# Casey Benson
Casey Benson (Phoenix, Arizona, 10 de abril de 1995) es un baloncestista estadounidense que pertenece a la plantilla del Limburg United de la BNXT League. Con 1,91 metros de estatura, juega en la posición de base.

## Trayectoria deportiva

### Universidad
Jugó tres temporadas con los Ducks de la Universidad de Oregón, en las que promedió 4,8 puntos, 1,9 rebotes y 2,3 asistencias por partido.
Al término de la tercera temporada decidió ser transferido a los Antelopes de la Universidad Grand Canyon donde su hermano formaba parte de los entrenadores asistentes. Allí jugó su temporada sénior, en la que promedió 9,7 puntos, 4,2 rebotes y 4,5 asistencias por encuentro, acabando como el tercer mejor pasador de la Western Athletic Conference.

### Profesional
Tras no ser elegido en el Draft de la NBA de 2018, en agosto firmó su primer contrato profesional con el Hopsi Polzela de la liga eslovena, donde jugó una temporada en la que promedió 7,4 puntos y 5,8 asistencias por partido.
En agosto de 2019 fichó por el UU-Korihait de la Korisliiga finesa. Promedió 12,7 puntos y 5,5 rebotes por partido, hasta que en enero de 2020 fichó por el BC Balkan de la NBL, el primer nivel del baloncesto búlgaro.
En la temporada 2021-22, firma por el Terme Olimia Podčetrtek de la 1. A slovenska košarkarska liga.
El 18 de noviembre de 2021, abandona el conjunto esloveno y firma por el Limburg United de la BNXT League.